# Ferdinand Jühlke

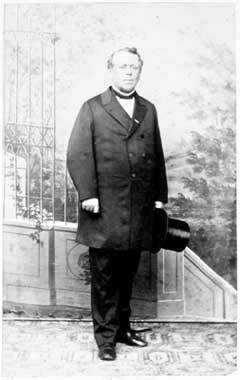
Ferdinand Jühlke.

Johann Bernhard Ferdinand Jühlke, född den 1 september 1815 i Barth i Neuvorpommern, död den 12 juni 1893 i Potsdam, var en tysk trädgårdsodlare. Han var far till Karl Ludwig Jühlke.
Jühlke anlade i förening med Langethal den botaniska trädgården och experimentfältet vid Eldena. Han drev 1858–1866 handelsträdgård i Erfurt och var 1866–1891, som Lennés efterträdare, direktör för de kungliga hovträdgårdarna i Preussen. Jühlke grundlade 1845 Gartenbauverein für Neuvorpommern und Rügen och utgav 1854–1859, tillsammans med O. Rhode och C. Trommer, Eldenaer Archiv für landwirtschaftliche Erfahrungen und Versuche, varjämte han författade flera arbeten om trädgårdsodling, bland vilka det främsta är Die Rassenverbesserung der Kulturpflanzen (1869).